# Ивановский (Вологодская область)
Ивановский — посёлок в Белозерском районе Вологодской области.
Входит в состав Шольского сельского поселения, с точки зрения административно-территориального деления — в Шольский сельсовет.
Расположен на левом берегу реки Шолы. Расстояние по автодороге до районного центра Белозерска составляет 107 км, до центра муниципального образования села Зубово — 17 км. Ближайшие населённые пункты — Максимово, Першино, Смолино.
Население по данным переписи 2002 года — 303 человека (143 мужчины, 160 женщин). Преобладающая национальность — русские (98 %).